# Славутицька міська територіальна громада
Славутицька міська територіальна громада — територіальна громада в Україні, у Вишгородському районі Київської області. Адміністративний центр — місто Славутич.
Площа громади — 20,33 км², населення — 24 936 осіб (2020).
Утворена 12 червня 2020 року зі Славутицької міської ради обласного значення.
Громада є ексклавом Київської області на території Чернігівської області, з усіх боків оточена територією Любецької селищної територіальної громади Чернігівського району.

## Населені пункти
У складі громади 1 населений пункт — місто Славутич.